# Jeongneung-dong
Jeongneung-dong (koreanska: 정릉동) är en stadsdel i Sydkoreas huvudstad Seoul. Den ligger i den norra delen av staden i stadsdistriktet Seongbuk-gu. 
I stadsdelen ligger Jeongneung, en av Joseondynastins kungliga gravar, ett världsarv med gravar på 18 olika ställen i Sydkorea.

## Indelning
Administrativt är Jeongneung-dong indelat i:
| Namn    | Namn                   | Yta km² | Invånare 31 dec 2020 |
| ------- | ---------------------- | ------- | -------------------- |
| 정릉1동 | Jeongneung 1(il)-dong  | 0,44    | 18 929               |
| 정릉2동 | Jeongneung 2(i)-dong   | 1,17    | 23 736               |
| 정릉3동 | Jeongneung 3(sam)-dong | 3,71    | 16 847               |
| 정릉4동 | Jeongneung 4(sa)-dong  | 3,13    | 25 993               |